# Deuxième flotte des États-Unis
Pour les articles homonymes, voir 2e flotte.
La Deuxième flotte des États-Unis (United States Second Fleet) est chargée d'entraîner les forces navales de la Flotte Atlantique de l'United States Navy appelée United States Fleet Forces Command. Sa zone de responsabilité couvre l'Océan Atlantique, soit 17 millions de km2

## Historique
À l'origine, il s'agissait de l'Atlantic Fleet qui prit ce nom de 2e flotte en 1950. Son quartier-général se trouve sur la base navale de Norfolk, Virginie.
Elle a été désactivée en 2011 et comptait à cette date 126 bâtiments, 4 500 avions et 90 000 personnels. 
Le 4 mai 2018, sa réactivation pour le 1er juillet 2018 est annoncée.
Elle est déclarée opérationnelle le 31 décembre 2019 et ses missions concernent l'Atlantique et l'Arctique.